# Dorfkirche Pretschen

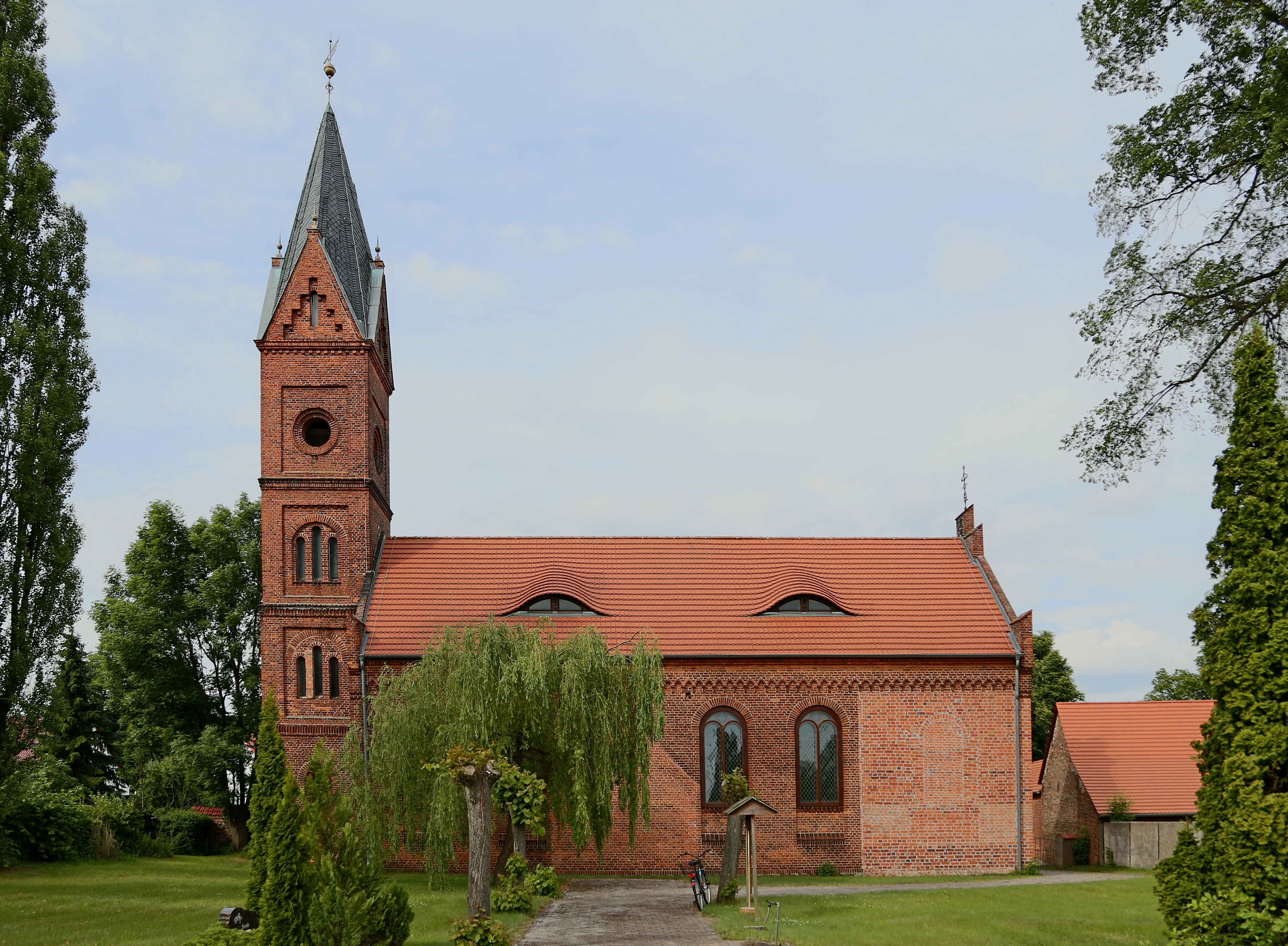
Dorfkirche Pretschen (2014)

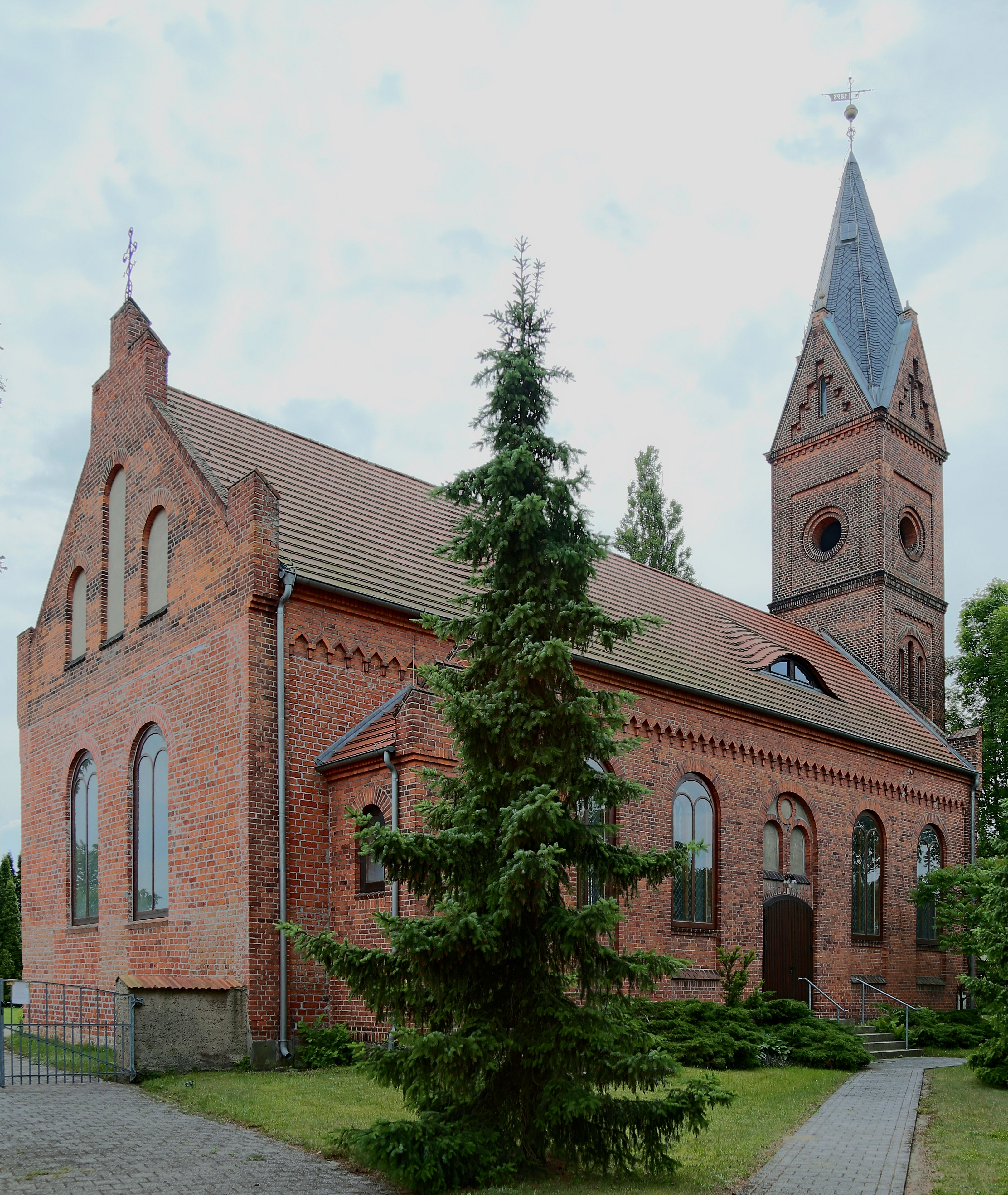
Ansicht von Nordosten (2014)

Die Dorfkirche Pretschen ist die evangelische Kirche im Ortsteil Pretschen der Gemeinde Märkische Heide im Landkreis Dahme-Spreewald in Brandenburg. Die Kirche gehört zur Evangelischen Hoffnungskirchengemeinde Groß Leuthen und Umland im Kirchenkreis Niederlausitz der Evangelischen Kirche Berlin-Brandenburg-schlesische Oberlausitz.

## Architektur und Geschichte
Die Kirche entstand 1893 als rechteckiger Backsteinbau im Stil der Neoromanik nach einem Entwurf des Architekten Friedrich Wilhelm Gründel. Die Backsteine wurden in einer gutseigenen Ziegelei südlich von Pretschen hergestellt. Westlich des Kirchenschiffs entstand auf quadratischem Grundriss ein hoher Kirchturm. Geleitet wurde der Bau vom Pretschener Bauunternehmer und Zimmerer Friedrich Wilhelm Gründel. Die Kosten des Baus wurden zu einem Drittel von der Gemeinde und zu zwei Dritteln von der Kirchenpatronin getragen. Der Neubau ersetzte eine 1585 errichtete Fachwerkkirche.

## Ausstattung

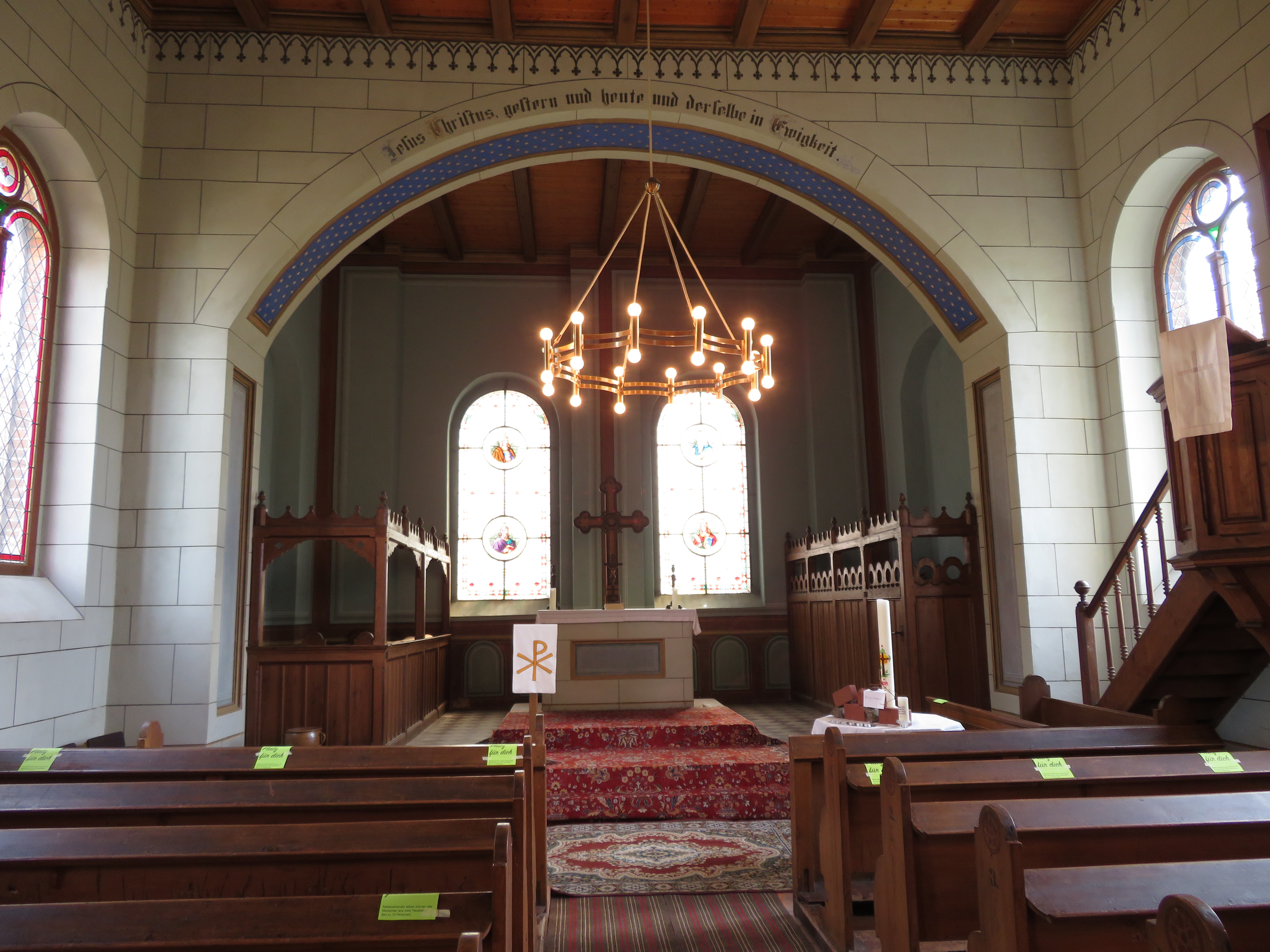
Altarraum

Während die Orgel aus dem Jahr 1845 stammt und ursprünglich in der in Pretschen zuvor stehenden Kirche eingebaut war, stammen Kanzel, Taufbecken und Patronatsloge aus der Bauzeit der heutigen Kirche. Gleichfalls aus dem Vorgängerbau stammen mehrere Bilder. Das über dem Korb der Kanzel angebrachte Tafelbild der Auferstehung Christi im Stil des Manierismus entstand bereits Ende des 16. Jahrhunderts. Auf die zweite Hälfte des 16. Jahrhunderts geht die Darstellung kniender Stifter, vermutlich der Familie von Holzendorf, auf einem querrechteckigen Tafelbild an der herrschaftlichen Loge an der nördlichen Seite des Chors zurück. Ursprünglich gehörte das Bild vermutlich als Unterteil zu einem Epitaph. Die Familie von Holzendorf hatte die Vorgängerkirche errichten lassen. Ein schlichtes Holzkreuz ziert den Altar. Hinter dem Altar befindliche Bleiglasfenster zeigen Darstellungen der vier Evangelisten.
Bemerkenswert ist das in der Kirche befindliche Epitaph für den 1683 verstorbenen Otto Friedrich von Blumenthal, dessen achteckiges Bild über einer in Marmor gearbeiteten Vitentafel ihn im Harnisch zeigt. Ein hölzernes Wandepitaph ist dem 1704 verstorbenen Ludwig von Blumental gewidmet. In einer Muschelnische steht eine Büste des Verstorbenen. An den Seiten befinden sich Leben und Tod darstellende Putten. Vermutlich vom Ende des 17. Jahrhunderts stammt ein ovaler hölzerner Totenschild mit dem Wappen der Familie von Blumental.
Die Orgel der Dorfkirche wurde 1845 von dem Orgelbauer Johann Christoph Schröther d. J. (Sonnewalde) erbaut. Das Schleifladen-Instrument hat fünf Manualregister (C–d3, Prinzipal 8′, Gedeckt 8′, Oktave 4′, Flöte 4′, Oktave 2′) und ein Pedalregister (C–d1, Violon 8′). Die Trakturen sind mechanisch.